# Новосёлка (Бериславский район)
Новосёлка (укр. Новосілка) — село в Бериславском районе Херсонской области Украины.
Почтовый индекс — 74313. Телефонный код — 5546. Код КОАТУУ — 6520686602.

## Население
Население по переписи 2001 года составляло 91 человек.

### Языковой состав
Родной язык населения по данным переписи 2001 года:
| Язык       | Численность, чел. | Доля     |
| ---------- | ----------------- | -------- |
| Украинский | 86                | 94,50 %  |
| Молдавский | 3                 | 3,30 %   |
| Русский    | 2                 | 2,20 %   |
| Итого      | 91                | 100,00 % |

## История
В 1946 году указом ПВС УССР село Объединённые Хутора переименовано в Новосёловку.

## Местный совет
74312, Херсонская обл., Бериславский р-н, с. Раковка, ул. Советская, 8